# Naturbahnrodel-Junioreneuropameisterschaft 1986
Die 13. FIL-Naturbahnrodel-Junioreneuropameisterschaft fand vom 11. bis 12. Januar 1986 in Feld am See in Österreich statt.

## Einsitzer Herren
| Platz | Name                | Zeit |
| ----- | ------------------- | ---- |
| 01    | Hannes Theurl       | ?    |
| 02    | Romed Stöckl        | ?    |
| 03    | Marko Lucat         | ?    |
| 04    | Iwan Plebs          | ?    |
| 05    | Reinhard Beer       | ?    |
| 06    | Roland Niedermair   | ?    |
| 07    | Othmar Hofer junior | ?    |
| 08    | Armin Niedermair    | ?    |
| 09    | Lauro Pont          | ?    |
| 10    | Norbert Parusel     | ?    |

23 Rodler kamen in die Wertung.

## Einsitzer Damen
| Platz | Name                | Zeit |
| ----- | ------------------- | ---- |
| 01    | Sonja Leitner       | ?    |
| 02    | Evi Pirhofer        | ?    |
| 03    | Irene Koch          | ?    |
| 04    | Christine Steiner   | ?    |
| 05    | Martha Kogler       | ?    |
| 06    | Petra Augscheller   | ?    |
| 07    | Eva Dietrich        | ?    |
| 08    | Angelika Pfister    | ?    |
| 09    | Eliane Martin       | ?    |
| 10    | Alexandra Obkircher | ?    |

14 Rodlerinnen kamen in die Wertung.

## Doppelsitzer
| Platz | Name                                 | Zeit |
| ----- | ------------------------------------ | ---- |
| 1     | Othmar Hofer junior – Andreas Hofer  | ?    |
| 2     | Hannes Theurl – Romed Stöckl         | ?    |
| 3     | Michael Bischofer – Gerhard Scherzer | ?    |
| 4     | Erwin Antholzer – Lauro Pont         | ?    |
| 5     | Marko Lucat – Iwan Plebs             | ?    |
| 6     | Josef Hofer – Sigurt Lanthaler       | ?    |
| 7     | Martin Pöder – Herbert Kuen          | ?    |
| 8     | Hans Pfattner – Martin Oberrauch     | ?    |

Acht Doppelsitzer kamen in die Wertung.

## Medaillenspiegel
| Platz | Land       | Gold | Silber | Bronze | Gesamt |
| ----- | ---------- | ---- | ------ | ------ | ------ |
| 1.    | Österreich | 3    | 2      | 2      | 7      |
| 2.    | Italien    | —    | 1      | 1      | 2      |